# Margherita Parini
Margherita Parini (ur. 1 września 1972 w Aoście) – włoska snowboardzistka, dwukrotna medalistka mistrzostw świata.

## Kariera
Pierwszy raz na arenie międzynarodowej pojawiła się 19 marca 1996 roku w Pili, kiedy w zawodach FIS Race zwyciężyła w gigancie. W zawodach Pucharu Świata zadebiutowała 29 listopada 1996 roku w Tignes, zajmując 18. miejsce w tej konkurencji. Tym samym już w swoim debiucie wywalczyła pierwsze pucharowe punkty. Pierwszy raz na podium zawodów tego cyklu stanęła 6 grudnia 1996 roku w Sestriere, wygrywając rywalizację w gigancie. W zawodach tych wyprzedziła Austriaczkę Birgit Herbert i Rosey Fletcher z USA. Łącznie 24 razy stawała na podium zawodów PŚ, odnosząc przy tym dziesięć zwycięstw: 9 w gigancie i 1 w gigancie równoległym. Najlepsze wyniki osiągnęła w sezonie 1999/2000, kiedy to zajęła trzecie miejsce w klasyfikacji generalnej, a w klasyfikacji giganta wywalczyła Małą Kryształową Kulę. Ponadto w sezonie 1998/1999 również triumfowała w klasyfikacji giganta.
Jej największym sukcesem jest złoty medal w gigancie na mistrzostwach świata w Berchtesgaden w 1999 roku. Wyprzedziła tam swą rodaczkę, Lidię Trettel i Sondrę van Ert z USA. Na rozgrywanych dwa lata wcześniej mistrzostwach świata w San Candido zdobyła brązowy medal w gigancie, ulegając jedynie van Ert i Francuzce Karine Ruby. Na tej samej imprezie była też między innymi ósma w snowcrossie. Brała również udział w igrzyskach olimpijskich w Nagano w 1998 roku, kończąc rywalizację w gigancie na 13. pozycji.
W 2001 r. zakończyła karierę.

## Osiągnięcia

### Igrzyska olimpijskie
| Miejsce | Dzień    | Rok  | Miejscowość | Konkurencja | Zwyciężczyni |
| ------- | -------- | ---- | ----------- | ----------- | ------------ |
| 13.     | 9 lutego | 1998 | Nagano      | Gigant      | Karine Ruby  |

### Mistrzostwa świata
| Miejsce | Dzień       | Rok  | Miejscowość          | Konkurencja       | Zwyciężczyni                |
| ------- | ----------- | ---- | -------------------- | ----------------- | --------------------------- |
| 3.      | 21 stycznia | 1997 | San Candido          | Gigant            | Sondra van Ert              |
| 14.     | 25 stycznia | 1997 | San Candido          | Slalom równoległy | Dagmar Mair unter der Eggen |
| 8.      | 26 stycznia | 1997 | San Candido          | Snowboardcross    | Karine Ruby                 |
| 1.      | 12 stycznia | 1999 | Berchtesgaden        | Gigant            | -                           |
| DNF     | 14 stycznia | 1999 | Berchtesgaden        | Gigant równoległy | Isabelle Blanc              |
| 19.     | 15 stycznia | 1999 | Berchtesgaden        | Slalom równoległy | Marion Posch                |
| DNF     | 23 stycznia | 2001 | Madonna di Campiglio | Gigant            | Karine Ruby                 |
| 33.     | 24 stycznia | 2001 | Madonna di Campiglio | Gigant równoległy | Ursula Bruhin               |
| 11.     | 26 stycznia | 2001 | Madonna di Campiglio | Slalom równoległy | Karine Ruby                 |

### Puchar Świata

#### Miejsca w klasyfikacji generalnej
- sezon 1996/1997: 10.
- sezon 1997/1998: 18.
- sezon 1998/1999: 5.
- sezon 1999/2000: 3.
- sezon 2000/2001: 6.

#### Miejsca na podium
1. Sestriere – 6 grudnia 1996 (gigant) - 1. miejsce
2. Mount Bachelor – 7 lutego 1997 (gigant) - 1. miejsce
3. Olang – 28 lutego 1997 (gigant) - 2. miejsce
4. Bardonecchia – 8 marca 1997 (gigant) - 2. miejsce
5. Zell am See – 22 listopada 1997 (gigant) - 2. miejsce
6. San Candido – 17 stycznia 1998 (gigant) - 1. miejsce
7. Zell am See – 14 listopada 1998 (gigant) - 1. miejsce
8. Sestriere – 29 listopada 1998 (gigant) - 1. miejsce
9. Whistler – 10 grudnia 1998 (supergigant) - 2. miejsce
10. Gstaad – 20 stycznia 1999 (gigant) - 2. miejsce
11. Mont-Sainte-Anne – 30 stycznia 1999 (gigant) - 3. miejsce
12. Park City – 7 lutego 1999 (gigant) - 1. miejsce
13. Naeba – 19 lutego 1999 (gigant równoległy) - 2. miejsce
14. Olang – 11 marca 1999 (gigant równoległy) - 3. miejsce
15. Tignes – 27 listopada 1999 (gigant) - 1. miejsce
16. Zell am See – 4 grudnia 1999 (gigant równoległy) - 1. miejsce
17. Ischgl – 5 lutego 2000 (gigant) - 2. miejsce
18. Shiga Kōgen – 26 lutego 2000 (gigant) - 1. miejsce
19. Park City – 5 marca 2000 (gigant) - 1. miejsce
20. Ischgl – 3 grudnia 2000 (gigant równoległy) - 3. miejsce
21. Whistler – 11 grudnia 2000 (gigant) - 2. miejsce
22. Berchtesgaden – 11 lutego 2001 (gigant równoległy) - 3. miejsce
23. Sapporo – 17 lutego 2001 (gigant równoległy) - 2. miejsce
24. Ruka – 15 marca 2001 (slalom równoległy) - 3. miejsce

- w sumie 10 zwycięstw, 9 drugich i 5 trzecich miejsc.